# Маннелли, Ремо
Ремо Маннелли (итал. Remo Mannelli; род. 13 ноября 1942, Фьюмината, Марке) — люксембургский фехтовальщик-шпажист. Участник летних Олимпийских игр 1972 года.

## Биография
Ремо Маннелли родился 13 ноября 1942 года в итальянском городе Фьюмината.
В 1972 году вошёл в состав сборной Люксембурга на летних Олимпийских играх в Мюнхене. В личном турнире шпажистов занял в группе 1/16 финала последнее 6-е место, победив Али Ашгара Пашапура-Аламдари из Ирана — 5:2, проиграв Сергею Парамонову из СССР — 2:5, Бернду Улигу из ГДР — 1:5, Рудольфу Тросту из Австрии — 3:5 и Джорджу Масину из США — 4:5. В командном турнире шпажистов сборная Люксембурга, за которую также выступали Ален Анен, Али Дорфель, Ромен Маннелли и Роберт Шиль, на предварительном этапе заняла 14-е место, проиграв в своей группе Швейцарии — 4:12 и Польше — 6:9.
Возглавляет совет директоров электромонтажной компании Mannelli & Associés, которую в 1952 году основал его отец Тино.

## Семья
Двоюродный брат — Ромен Маннелли (род. 1951), люксембургский фехтовальщик. Участник летних Олимпийских игр 1972 года.